# Sança de Castella i de Barcelona
Sança de Castella i de Barcelona (v 1130 - 1177), infanta de Castella i reina consort de Navarra (1157-1177).
Filla gran d'Alfons VII de Castella i la seva primera muller, Berenguera de Barcelona.
El 2 de juny de 1153 es casà a Carrión de los Condes, Palència, amb Sanç VI de Navarra. D'aquest matrimoni tingueren 6 fills:
- la infanta Berenguera de Navarra (v 1165-1230), casada el 1191 amb Ricard Cor de Lleó, rei d'Anglaterra
- l'infant Sanç VII de Navarra (1170-1234), rei de Navarra
- la infanta Blanca de Navarra (1177-1229), casada amb Teobald III de Xampanya i mare de Teobald I de Navarra
- l'infant Ferran de Navarra (?-1207)
- l'infant Ramir de Navarra (?-1128), bisbe de Pamplona
- la infanta Constança de Navarra, morta jove